# Apele Vii (gmina)
Apele Vii – gmina w Rumunii, w okręgu Dolj. Obejmuje tylko jedną miejscowość Apele Vii. W 2011 roku liczyła 2112 mieszkańców.